# Distocambarus youngineri
Distocambarus youngineri là một loài tôm sông trong họ Cambaridae.